# Constance d'Autriche
L'archiduchesse Constance d'Autriche (24 décembre 1588 à Graz- 10 juillet 1631 à Varsovie) est reine de Pologne, la deuxième épouse du roi Sigismond III Vasa et mère du roi Jean II Casimir Vasa.

## Biographie
Constance est la fille de Charles II d'Autriche-Styrie et de Marie-Anne de Bavière. Ses grands-parents paternels sont l'empereur Ferdinand Ier et Anne Jagellon. Ses grands-parents maternels sont Albert V, duc de Bavière, et Anne d'Autriche. Constance a 14 frères et sœurs, dont l'empereur Ferdinand II, Marguerite d'Autriche-Styrie, Léopold V d'Autriche et Anne d'Autriche.
Constance d'Autriche est une grande politicienne qui bâtit un parti formé des nobles importants qui avaient marié ses proches. Elle est très religieuse et va à la messe deux fois par jour.
En 1623, la reine achète le village de Żywiec à Mikołaj Komorowski (pl) : elle devient tristement célèbre en 1626 en interdisant aux Juifs de s'y installer. Du fait de cette interdiction, restée en vigueur et respectée même deux ou trois siècles plus tard, aucune famille juive ne s'installe dans la ville, contrairement aux villages environnants (et aujourd'hui quartiers de Żywiec) — Sporysza, Ispa ou Zabłocie.

## Mariage et descendance
Le 11 décembre 1605 elle épouse Sigismond III de Pologne, veuf de sa sœur Anne. Ils ont sept enfants :
- Jean Casimir (* 25 décembre 1607; † 9 janvier 1608), prince de Pologne,
- Jean II Casimir Vasa (* 21 mars 1609; † 16 décembre 1672), roi de Pologne,
- Jean-Albert Vasa (* 25 mai 1612; † 22 décembre 1634), prince de Pologne,
- Charles-Ferdinand Vasa (* 13 octobre 1613; † 9 mai 1655), prince-évêque de Breslau,
- Alexandre-Charles (* 14 novembre 1614; † 19 novembre 1634), prince de Pologne,
- Anne-Constance (* 20 janvier 1616; † 24 mai 1616), princesse de Pologne,
- Anne Catherine Constance Vasa (* 7 août 1619; † 9 octobre 1651), duchesse de Palatinat.

## Sources
- (en) Cet article est partiellement ou en totalité issu de l’article de Wikipédia en anglais intitulé « Constance of Austria » (voir la liste des auteurs).